# Brabus Rocket
Brabus Rocket es un concepto de superdeportivo sedán basado en el Mercedes-Benz CLS (W219), y posteriormente en el Mercedes-AMG GT63s 4-Door, fabricado entre 2006 y 2015. 

## Coche de policía (2006)

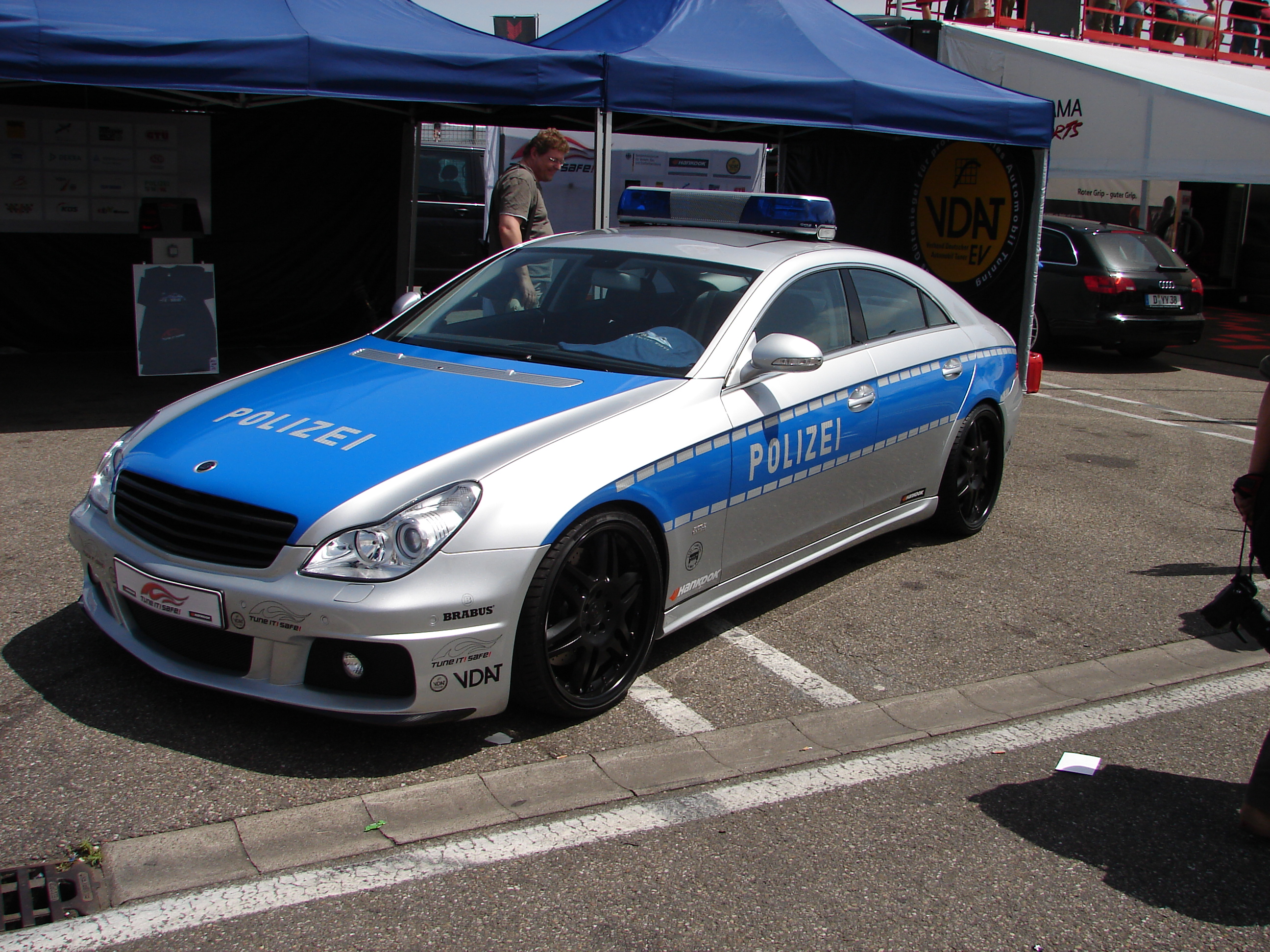
Brabus Rocket de la policía alemana.

En 2006 el Ministerio Federal Alemán de Tráfico y la Asociación de Tuneadores de Automóviles Alemanes (VDAT) crearon el programa Tune It Safe! (en español: ¡Tunéalo seguro!); Brabus presentó una versión de coche de policía del CLS V12 S Rocket.

## Especificaciones

### Motor
Con un motor de 6 233 cc y V12 twin turbo (BRABUS SV12 S) con una potencia de 730 CV y 1 320 Nm aunque electrónicamente limitado a 1 100 Nm.
El motor fue modificado de un propulsor de 5.5L V12 (Mercedes-Benz M275).

### Rendimiento
| Aceleración (km/h) | Aceleración (km/h) | Aceleración (km/h) | Velocidad máxima                                                         |
| 0-100              | 0-200              | 0-300              | Velocidad máxima                                                         |
| ------------------ | ------------------ | ------------------ | ------------------------------------------------------------------------ |
| 4.0                | 10.5               | 29.5               | 365,7 km/h (227,2 mph), electrónicamente limitado a 350 km/h (217,5 mph) |

## Récord de velocidad en tierra
En 2006, el Brabus Rocket batió el récord para el sedán legal más rápido del mundo, con 365,7 km/h (227,2 mph) en el circuito italiano de Nardò, al sur de Italia.